# Oier Lazkano
Oier Lazkano López (ur. 7 listopada 1999 w Vitorii-Gasteiz) – hiszpański kolarz szosowy.

## Osiągnięcia
Opracowano na podstawie:
2020
- 1. miejsce na 3. etapie Volta a Portugal

2022
- 2. miejsce w mistrzostwach Hiszpanii (jazda indywidualna na czas)
- 1. miejsce na 2. etapie Tour de Wallonie

2023
- 2. miejsce w Dwars door Vlaanderen
- 1. miejsce w Boucles de la Mayenne
  - 1. miejsce w klasyfikacji młodzieżowej
  - 1. miejsce na 1. etapie

## Rankingi
| Rok             | 2020 | 2021  | 2022 | 2023 | 2024 |
| --------------- | ---- | ----- | ---- | ---- | ---- |
| World Ranking   | 864. | 1819. | 660. | 120. | 142. |
| UCI Europe Tour | 685. | 1250. | 507. | 97.  | 115. |
|                 |      |       |      |      |      |
| Źródło: UCI     |      |       |      |      |      |